# Segunda Categoría del Guayas 1968
El campeonato provincial de Segunda Categoría de Guayas 1968 fue la 2ª edición del torneo de la Segunda categoría de la provincia de Guayas. El torneo fue organizado por Asociación de Fútbol del Guayas (AFG), para este torneo lo disputaron un total de 5 equipos esta reducción se produjo debido a la reorganización del torneo en sí ya que a partir de este torneo se jugaría la Liga Amateur del Guayas(Copa Guayas) como torneo paralelo, además cabe recordar que a partir de este torneo se ascendería a Serie A esto fue por decisión de la Asociación Ecuatoriana de Fútbol(actual FEF) debido a los acontecimientos ocurridos durante el torneo de Segunda División 1967 zona costa que debido a los abandonos de algunos de sus participantes se decidió ya no jugarse los zonales o más conocido como el torneo en sí, sino darle a las asociaciones provinciales cupos para la Serie A dependiendo de cuantos equipos de una misma asociación tuvieran en la misma, el campeón del torneo fue el Patria el cual fue el primer campeón invicto sin perder ningún de sus 8 encuentros, y ascenderían para el siguiente torneo los cuadros de Panamá, Estudiantes G, Luq San campeón, subcampeón e 3° lugar respectivamente de la Liga Amateur del Guayas(Copa Guayas).
El Patria se coronó como campeón por primera vez del torneo de Segunda Categoría de Guayas, mientras que el Norteamérica obtendría por 1ª vez el subcampeonato.

## Sistema de juego
El Campeonato Provincial de Fútbol de Segunda Categoría de Guayas 1968 se jugó de la siguiente manera:
Única Etapa
se jugará a una sola etapa en encuentros de ida e vuelta(10 fechas) de las cuales los dos equipos, el mejor de la tabla será proclamado como campeón y al segundo mejor ubicado será el subcampeón, así mismo ambos equipos ascenderán al Campeonato Ecuatoriano de Fútbol 1969.

## Sedes
| Guayaquil         | Guayaquil              |
| ----------------- | ---------------------- |
| Estadio Modelo    | Estadio George Capwell |
| Capacidad: 42 000 | Capacidad: 26 000      |
|                   |                        |

## Equipos participantes
Estos fueron los 5 equipos que participaron en el torneo provincial de 2.ª categoría del Guayas de 1968.
| Equipos participantes | Equipos participantes | Equipos participantes | Equipos participantes |
| --------------------- | --------------------- | --------------------- | --------------------- |
| Español               | Norte América         | 9 de Octubre          |                       |
| Ferroviarios          | Patria                |                       |                       |

## Equipos por Cantón
| Cantón    | N.º | Equipos                                           |
| --------- | --- | ------------------------------------------------- |
| Guayaquil | 4   | - Patria - Norte América - Español - 9 de Octubre |
| Durán     | 1   | - Ferroviarios                                    |

## Primera Etapa

### Partidos y resultados
| Fecha 1      | Fecha 1   | Fecha 1          |
| Equipo Local | Resultado | Equipo Visitante |
| ------------ | --------- | ---------------- |
| Norteamérica | 1-1       | Patria           |
| 9 de Octubre | 2-1       | Español          |

| Fecha 2      | Fecha 2   | Fecha 2          |
| Equipo Local | Resultado | Equipo Visitante |
| ------------ | --------- | ---------------- |
| Patria       | 2-0       | 9 de Octubre     |
| Norteamérica | 0-2       | Ferroviarios     |

| Fecha 3      | Fecha 3   | Fecha 3          |
| Equipo Local | Resultado | Equipo Visitante |
| ------------ | --------- | ---------------- |
| Norteamérica | 1-0       | 9 de Octubre     |
| Español      | 0-1       | Ferroviarios     |

| Fecha 4      | Fecha 4   | Fecha 4          |
| Equipo Local | Resultado | Equipo Visitante |
| ------------ | --------- | ---------------- |
| Español      | 1-2       | Patria           |
| 9 de Octubre | 0-1       | Ferroviarios     |

| Fecha 5      | Fecha 5   | Fecha 5          |
| Equipo Local | Resultado | Equipo Visitante |
| ------------ | --------- | ---------------- |
| Patria       | 3-0       | Ferroviarios     |
| Norteamérica | 4-2       | Español          |

| Fecha 6      | Fecha 6   | Fecha 6          |
| Equipo Local | Resultado | Equipo Visitante |
| ------------ | --------- | ---------------- |
| Patria       | 0-0       | Norteamérica     |
| Español      | 1-0       | 9 de Octubre     |

| Fecha 7      | Fecha 7   | Fecha 7          |
| Equipo Local | Resultado | Equipo Visitante |
| ------------ | --------- | ---------------- |
| 9 de Octubre | 0-1       | Patria           |
| Ferroviarios | 0-4       | Norteamérica     |

| Fecha 8      | Fecha 8   | Fecha 8          |
| Equipo Local | Resultado | Equipo Visitante |
| ------------ | --------- | ---------------- |
| 9 de Octubre | 1-1       | Norteamérica     |
| Ferroviarios | 2-1       | Español          |

| Fecha 9      | Fecha 9   | Fecha 9          |
| Equipo Local | Resultado | Equipo Visitante |
| ------------ | --------- | ---------------- |
| Patria       | 2-1       | Español          |
| Ferroviarios | 1-0       | 9 de Octubre     |

| Fecha 10     | Fecha 10  | Fecha 10         |
| Equipo Local | Resultado | Equipo Visitante |
| ------------ | --------- | ---------------- |
| Ferroviarios | 0-3       | Patria           |
| Español      | 2-4       | Norteamérica     |

#### Clasificación
|  |    | Equipo        | PJ | PG | PE | PP | GF | GC | DG  | PTS |
|  | -- | ------------- | -- | -- | -- | -- | -- | -- | --- | --- |
|  | 1. | Patria        | 8  | 6  | 2  | 0  | 14 | 3  | +11 | 20  |
|  | 2. | Norte América | 8  | 4  | 3  | 1  | 15 | 8  | +7  | 15  |
|  | 3. | Ferroviarios  | 8  | 5  | 0  | 3  | 7  | 11 | -4  | 15  |
|  | 4. | 9 de Octubre  | 8  | 1  | 1  | 6  | 3  | 9  | -6  | 4   |
|  | 5. | Español       | 8  | 1  | 0  | 7  | 8  | 17 | -9  | 3   |

 Pts=Puntos; PJ=Partidos jugados; G=Partidos ganados; E=Partidos empatados; P=Partidos perdidos; GF=Goles a favor; GC=Goles en contra; Dif=Diferencia de gol
|  | Campeón anual y clasificado al Campeonato Ecuatoriano de Fútbol 1969.     |
|  | Vicecampeón anual y clasificado al Campeonato Ecuatoriano de Fútbol 1969. |

### Evolución de la clasificación
| Equipo / Fecha | 01 | 02 | 03 | 04 | 05 | 06 | 07 | 08 |
| -------------- | -- | -- | -- | -- | -- | -- | -- | -- |
| Patria         | 3  | 1  | 2  | 1  | 1  | 1  | 1  | 1  |
| Norte América  | 2  | 4  | 3  | 3  | 2  | 2  | 2  | 2  |
| Ferroviarios   | 4  | 2  | 1  | 2  | 3  | 3  | 3  | 3  |
| 9 de Octubre   | 1  | 3  | 4  | 4  | 4  | 4  | 4  | 4  |
| Español        | 5  | 5  | 5  | 5  | 5  | 5  | 5  | 5  |

### Campeón
| |
| Club Sport Patria 1.er Título Asciende al Campeonato Ecuatoriano de Fútbol 1969 También clasifica Norte América como Vicecampeón. |